# Eva Steensig
Eva Steensig (født 16. februar 1968) er en dansk sociolog, forbrugerekspert og foredragsholder. 
Eva Steensig er vokset op i en frigjort socialistisk familie i 1970'erne. Efter endt studie på Lunds Universitet arbejdede hun som leder på reklamebureauet DDB hvor hun skabte "Signbank", som var en international database, der registrerede forbrugertendenser og adfærd. Steensig har udviklet metoden "pattern based forecasting", som anvendes af mange ledende virksomheder til at opnå øget indsigt i kundernes adfærd og løbende tilrette strategier og markedstiltag.
Hun har medvirket i tv-programmerne Hvor er vi landet og Klædt af - til det gode familieliv og optræder hyppigt som forbrugerekspert på førende medier.
I 2016 var hun medlem af det udvalg, der skulle vælge tyve værdier, der skulle til afstemning om Danmarkskanonen.
Eva Steensig var i flere år indehaver af den danske 11-års rekord  i højdespring med 1,52 meter.